# Pentaria multipilis
Pentaria multipilis es una especie de coleóptero de la familia Scraptiidae.

## Distribución geográfica
Habita en Cuba.